# Rebecca Romijn
Rebecca Alie Romijn (Berkeley, 6 de novembro de 1972) é uma atriz e modelo norte-americana de origem holandesa. É mais conhecida por ter interpretado Mística nos filmes da saga X-Men e Alexis Meade no seriado Ugly Betty.

## Carreira

### Moda
Enquanto estudava música (voz) na Universidade da Califórnia, em Santa Cruz, se envolveu em moda e mudou para Paris, França, por mais de dois anos. Romijn trabalhou como modelo de trajes de banho, entre outros, para a Sports Illustrated e a Victoria's Secret.  Ela também trabalhou de 1998 a 2000 para o programa da MTV House of Style, dedicado à moda.

### Cinema
No filme X-Men de 2000, Romijn teve seu primeiro papel relevante como Mística. Voltou a fazer o papel na sequência de 2003 em X2: X-Men United e novamente para o X-Men: The Last Stand (2006). Nesses filmes, seu traje consistia de maquiagem azul e algumas próteses estrategicamente postas em seu corpo quase nu. Em X2: X-Men United mostra-se com um visual "normal" em uma cena em que está num bar, algo que também faz em X-Men: The Last Stand em que ela aparece normal "sem poderes" em algumas cenas. A atriz teve que passar por um processo de maquiagem com oito horas de duração no primeiro filme (no segundo foi reduzido para quatro).
Teve seu primeiro papel de grande destaque no filme de Brian De Palma, Femme Fatale (2002). Estrelou em filmes como Rollerball, The Punisher e Godsend. Fez o papel principal em Pepper Dennis, uma série de TV no The WB. Essa série explorou o talento de Romijn para a comédia, canto, moda, drama e aventura.

## Filmografia

### Cinema
| Ano  | Título                                | Título (Brasil)                              | Personagem                                            |
| ---- | ------------------------------------- | -------------------------------------------- | ----------------------------------------------------- |
| 1998 | Dirty Work                            | Vingança sob Encomenda                       | Bearded Lady                                          |
| 1999 | Austin Powers: The Spy Who Shagged Me | Austin Powers: O Agente Bond Cama            | Ela mesma                                             |
| 2000 | X-Men                                 | X-Men: O Filme                               | Raven Darkhölme / Mística                             |
| 2002 | Run Ronnie Run!                       | Metido em Encrenca                           | Herself                                               |
| 2002 | Rollerball                            | Rollerball                                   | Aurora                                                |
| 2002 | Femme Fatale                          | Femme Fatale                                 | Laure Ash / Lily                                      |
| 2002 | S1m0ne                                | S1m0ne                                       | Faith                                                 |
| 2003 | X2                                    | X-Men 2                                      | Raven Darkhölme / Mística                             |
| 2004 | The Punisher                          | O Justiceiro                                 | Joan                                                  |
| 2004 | Godsend                               | O Enviado                                    | Jessie Duncan                                         |
| 2006 | The Alibi                             | Álibi                                        | Lola Davis                                            |
| 2006 | Man About Town                        | Um Cara Quase Perfeito                       | Nina Giamoro                                          |
| 2006 | X-Men: The Last Stand                 | X-Men 3: O Confronto Final                   | Raven Darkhölme / Mística                             |
| 2008 | Lake City                             | Lake City                                    | Jennifer                                              |
| 2010 | The Con Artist                        | O Vingarista                                 | Belinda                                               |
| 2011 | X-Men: First Class                    | X-Men: Primeira Classe                       | Raven Darkhölme / Mística - versão humana mais velha. |
| 2012 | Good Deeds                            | Uma Boa Ação                                 | Heidi                                                 |
| 2012 | The Producers                         | Os Produtores                                | Ulla                                                  |
| 2014 | Phantom Halo                          | Phantom Halo                                 | Ms. Rose                                              |
| 2018 | The Swinging Lanterns Stories         | The Swinging Lanterns Stories                | Malia                                                 |
| 2018 | A Morte do Superman                   | A Morte do Superman                          | Lois Lane                                             |
| 2019 | Reign of the Supermen                 | O Reinado de Superman                        | Lois Lane                                             |
| 2019 | Satanic Panic                         | Delivery Macabro                             | Danica Ross                                           |
| 2019 | Batman: Silêncio                      | Batman: Silêncio                             | Lois Lane                                             |
| 2020 | Justice League Dark: Apokolips War    | Liga da Justiça Sombria: Guerra de Apokolips | Lois Lane                                             |

### Televisão
| Ano       | Título                                               | Personagem         |
| --------- | ---------------------------------------------------- | ------------------ |
| 1997      | Friends (episódio: "The One with the Dirty Girl")    | Cheryl             |
| 1998-2000 | House of Style                                       | Ela mesma          |
| 1999      | Hefner: Unauthorized                                 | Kimberly Hefner    |
| 1999-2000 | Just Shoot Me!                                       | Adrienne Barker    |
| 2000      | Jack & Jill                                          | Paris Everett      |
| 2002      | MADtv                                                | Ela mesma          |
| 2006      | Pepper Dennis                                        | Pepper Dennis      |
| 2007-2008 | Ugly Betty                                           | Alexis Meade       |
| 2007      | Drawn Together (episódio: "Charlotte's Web of Lies") | Charlotte          |
| 2007      | Carpoolers                                           | Joannifer          |
| 2009      | Eastwick                                             | Roxanne Torcoletti |
| 2011      | Chuck                                                | Robyn Cunnings     |
| 2013      | King & Maxwell                                       | Michelle Maxwell   |
| 2014-2018 | The Librarians                                       | Eve Baird          |
| 2019      | Star Trek Discovery                                  | Numero 1           |
| 2019      | Star Trek: Short Treks                               | Numero 1           |
| 2020      | Curb Your Enthusiasm                                 | Penelope           |
| 2022      | Star Trek: Strange New Worlds                        | Numero 1           |

### Jogos de video
- Tron 2.0: Killer App (2004) - Mercury
- Tron 2.0 (2003) - Mercury

## Vida pessoal
Rebecca Romijn é filha de Jaap Romijn e Elizabeth Kuizenga, ambos de origem holandesa. Como poliglota, fala fluentemente inglês, francês e holandês.
Casou com o ator John Stamos em 19 de setembro de 1998. Durante a época em que esteve casada, usou o nome Rebecca Romijn Stamos, tanto na vida pessoal como profissional. O casal se separou em 12 de abril de 2004 e se divorciou em 1 de março de 2005 e, desde então, tem usado profissionalmente seu nome de solteira.
Em setembro de 2005, Romijn e o ator Jerry O'Connell anunciaram seu enlace. Ela se casou com ele, e engravidou de um par de gêmeas, Charlie Tamara Tulip, e Dolly Rebecca Rose, que nasceram em 28 de dezembro.